# Svjatopolk I
Svjatopolk I Vladimirovitsj de Vervloekte (±980 - 1019) (Russisch: Святополк Окаянный; Oekraïens: Святополк Окаяний) was knjaz van Toerov (988 - 1015) en grootvorst van Kiev (1015 - 1019). Zijn moeder was een Griekse non die door Svjatoslav I uit Bulgarije geroofd was, en getrouwd was met Jaropolk I. Officieel was hij een zoon van Jaropolk I maar naar grote waarschijnlijkheid was het Vladimir I, die de weduwe van zijn broer immers huwde. Deze gaf de achtjarige Svjatopolk het bestuur over Toerov, en regelde diens huwelijk met de dochter van koning Bolesław I van Polen. Aangespoord door zijn vrouw, en Reinbern, een Calabrische bisschop die haar in haar kielzog volgde, maakte Svjatopolk plannen voor een veldtocht tegen Vladimir I. Toen deze de plannen van Svjatopolk vernam, liet hij hem, zijn vrouw en Reinbern opsluiten. Reinbern kwam echter vrij, en bracht de rest van zijn leven door in de streek van het huidige Albanië.
Niet lang voor de dood van Vladimir I werd Svjatopolk bevrijd, en naar Vysjgorod gezonden om er het bestuur op zich te nemen. Toen Vladimir in 1015 stierf, ging Svjatopolk naar Kiev, om er de troon op te eisen, aangezien hij dynastiek de oudste was, en dus ook Vladimirs erfgenaam. Omdat de bevolking van Kiev Svjatoslav hierin niet steunde, besloot deze geschenken uit te delen. Toen dit geen succes had, besloot hij zich van Vladimirs zonen en hun aanspraken op de troon te ontdoen door hen te vermoorden. Boris, die nog aan het hoofd van de droezjina en het leger van Vladimir had gestaan, en de steun van de Kievse bevolking genoot, was zijn grootste concurrent. Aldus liet Svjatopolk Boris, Gleb en Svjatoslav vermoorden. Omdat Boris en Gleb geen verzet pleegden werden zij later tot eerste Russische Heiligen verklaard.
Familievetes waren niet ongewoon onder de Roes. Maar toen de jongste broer Jaroslav, de vorst van Novgorod, het nieuws van de drievoudige moord vernam, besloot deze ten strijde te trekken tegen Svjatopolk, waarbij hij gesteund werd door de burgers van Novgorod, en de Varjagen. De verslagen Svjatopolk vluchtte naar Polen, maar keerde later terug, versloeg Jaroslav met de hulp van zijn schoonvader, en belegerde Kiev in 1017. Kiev sloeg echter hard terug, en dus moesten Svjatopolk en het Poolse leger zich terugtrekken. De burgers van Novgorod spoorden Jaroslav vervolgens aan nogmaals ten strijde te trekken. Svjatopolk werd verslagen, en moest vluchten naar de zuidelijke steppen, maar hij gaf zich nog niet gewonnen. Hij keerde terug met een leger van Petsjenegen om Jaroslav aan te vallen, maar hij werd nogmaals verslagen, en stierf onderweg naar Polen.